# Трстена (Врање)
Трстена је насељено место града Врања у Пчињском округу. Заузима крајњи југозападни део Пољанице, до развођа Трстенске реке и административног прелаза са АП Косово и Метохија. Од Власа је удаљена око 8 км. Назив је, вероватно, добила по тресавама којих има у изворишном делу Трстенске реке.
Према попису из 2022. било је 8 становника (према попису из 1991. било је 150 становника).

## Географија
Трстена је на тромеђи општине Врање, Лесковац и Косовска Каменица. Смештена је између села Рождаце и Драгобужде, на истоку, Големог Села и Равног Дела и врха Копиљак (1125 м), на северу, Трстене (Косовска Каменица), на западу, и врхом Црни камен (1230 м), на југу. Планинско је село са просечном надморском висином од 823 метра. Само је мањим делом размештено у уску долину Трстенске реке, а већим делом на брегове и заравни са обе стране реке. Разбијеног је типа, али се могу издвојити ове махале: Чукинска, Зељанска, Попадиска, Куртељанска и Алиловска. Богато је буковом шумом, нарочито десна обала реке. Има доста извора са здравом питком водом, а од старине су познати Мандрдино кладанче у Маљоковој ливади и Суви Кладанац. У Трстену се најлакше стиже са истока, из Власа, путем уз корито Трстенске реке. По сувом времену, горњим деловима Трстене могућ је приступ из правца Врања преко Гоча, шумским путем преко Језерске падине, Ајдучког кладенца, Лазаровог кладенца и Црног камена. Сличним путевима могућ је приступ са запада, преко Косовске Трстене или са севера, преко Копиљака.

## Историја
Накада се ово село звало Новаковце по ковачу Новку који је ту живео. У то време, Трстена је постојала на територији тадашње Гњиланске нахије, садашња општина Косовска Каменица, одакле су се Арнаути (Албанци) населили у Новаковце и тако је село добило ново име. После ослобођења ових крајева од Турака 1878. године, сви Арнаути су избегли из Трстене, а државна граница између Србије и Турске ишла је линијом Копиљак - кота 975 - Караула Трстена - Караула Рогогаш - Црни камен (1228 м), где је и данас административна линија. Тако су настале две Трстене, једна српска и друга „турска“. Данашњи становници Трстене су пореклом из других села Пољанице, посебно из Власа, као и из Врањске котлине, а доселили су се на имање купљено од ранијих власника, Албанаца, или од државе. Раније су биле познате породице Пепеларци, Алаџаковци, Ђоргазовци, Попадици, Вељановци, Зељанкови и други. У селу постоје остаци старог српског гробља из времена када се оно звало Новаково a до скора су се видели трагови самокова, што је стари назив ковачнице на водени погон.

## Живот
Становништво Трстене бавило се пољопривредом, пре свега ратарством и сточарством, затим дрвосечом и производњом дрвеног угља (ћумура) и у мањој мери воћарством. По бреговима Трстене успева шумско воће (дивља малина, шумска јагода, купина, оскоруша, шипурак) и печурке (вргањ и лисичара). Сада је село десетковано, остало је за стални боравак само неколико породица. До осамдесетих година прошлог века у селу је радила основна, четворогодишња, школа, која је сада затворена, а малобројна деца иду у школу у Власе. Од 1944. до 1955. године Трстена је била у саставу општине Власе, стим да је до 1952. у селу радио Месни народни одбор. После укидања општине Власе, Трстена је припојена општини Врање. Сеоска слава (литије) је Ђурђевдан.

## Демографија
У насељу Трстена живи 62 пунолетна становника, а просечна старост становништва износи 57,2 година (55,2 код мушкараца и 59,0 код жена). У насељу има 27 домаћинстава, а просечан број чланова по домаћинству је 2,33.
Ово насеље је у потпуности насељено Србима (према попису из 2002. године).
|  |

| Демографија | Демографија | Демографија |
| Година      | Становника  | Становника  |
| ----------- | ----------- | ----------- |
| 1948.       | 466         |             |
| 1953.       | 542         |             |
| 1961.       | 480         |             |
| 1971.       | 377         |             |
| 1981.       | 252         |             |
| 1991.       | 150         | 148         |
| 2002.       | 63          | 63          |
| 2011.       | 42          |             |

| Етнички састав према попису из 2002.‍ | Етнички састав према попису из 2002.‍ | Етнички састав према попису из 2002.‍ | Етнички састав према попису из 2002.‍ | Етнички састав према попису из 2002.‍ |
| ------------------------------------ | ------------------------------------ | ------------------------------------ | ------------------------------------ | ------------------------------------ |
|                                      |                                      |                                      |                                      |                                      |
| Срби                                 | Срби                                 |                                      | 63                                   | 100,0%                               |
| непознато                            | непознато                            |                                      | 0                                    | 0,0%                                 |

| Година пописа     | 1948. | 1953. | 1961. | 1971. | 1981. | 1991. | 2002. |
| ----------------- | ----- | ----- | ----- | ----- | ----- | ----- | ----- |
| Број домаћинстава | 72    | 80    | 81    | 69    | 59    | 52    | 27    |

| Број чланова      | 1 | 2  | 3 | 4 | 5 | 6 | 7 | 8 | 9 | 10 и више | Просек |
| ----------------- | - | -- | - | - | - | - | - | - | - | --------- | ------ |
| Број домаћинстава | 8 | 10 | 4 | 3 | 1 | 1 | 0 | 0 | 0 | 0         | 2,33   |

| Пол    | Укупно | Неожењен/Неудата | Ожењен/Удата | Удовац/Удовица | Разведен/Разведена | Непознато |
| ------ | ------ | ---------------- | ------------ | -------------- | ------------------ | --------- |
| Мушки  | 31     | 9                | 21           | 1              | 0                  | 0         |
| Женски | 31     | 3                | 22           | 5              | 1                  | 0         |
| УКУПНО | 62     | 12               | 43           | 6              | 1                  | 0         |

| Пол    | Укупно                    | Пољопривреда, лов и шумарство | Рибарство                            | Вађење руде и камена | Прерађивачка индустрија       |
| ------ | ------------------------- | ----------------------------- | ------------------------------------ | -------------------- | ----------------------------- |
| Мушки  | 28                        | 26                            | 0                                    | 0                    | 2                             |
| Женски | 25                        | 23                            | 0                                    | 0                    | 1                             |
| УКУПНО | 53                        | 49                            | 0                                    | 0                    | 3                             |
| Пол    | Производња и снабдевање   | Грађевинарство                | Трговина                             | Хотели и ресторани   | Саобраћај, складиштење и везе |
| Мушки  | 0                         | 0                             | 0                                    | 0                    | 0                             |
| Женски | 0                         | 0                             | 1                                    | 0                    | 0                             |
| УКУПНО | 0                         | 0                             | 1                                    | 0                    | 0                             |
| Пол    | Финансијско посредовање   | Некретнине                    | Државна управа и одбрана             | Образовање           | Здравствени и социјални рад   |
| Мушки  | 0                         | 0                             | 0                                    | 0                    | 0                             |
| Женски | 0                         | 0                             | 0                                    | 0                    | 0                             |
| УКУПНО | 0                         | 0                             | 0                                    | 0                    | 0                             |
| Пол    | Остале услужне активности | Приватна домаћинства          | Екстериторијалне организације и тела | Непознато            | Непознато                     |
| Мушки  | 0                         | 0                             | 0                                    | 0                    | 0                             |
| Женски | 0                         | 0                             | 0                                    | 0                    | 0                             |
| УКУПНО | 0                         | 0                             | 0                                    | 0                    | 0                             |

## Галерија слика
- Кућа Станка Стошића
- Кућа Велимира Стошића
- Коританци
- Веселови
- Нерадовчани